# Goirle
Goirle (brabançó Gòòl) és un municipi de la província del Brabant del Nord, al sud dels Països Baixos. L'1 de gener del 2009 tenia 22.563 habitants repartits sobre una superfície de 42,24 km² (dels quals 0,2 km² corresponen a aigua). Limita al nord amb Gilze en Rijen i Tilburg, a l'oest amb Alphen-Chaam i al sud amb Ravels (B) i Hilvarenbeek. 	

## Centres de població
- Goirle
- Riel

## Ajuntament
El consistori està format per 19 regidors, i des del 2006 són repartits:
- Llista Riel-Goirle: 5 regidors
- PvdA: 4 regidors
- CDA: 3 regidors
- Pro Aktief Goirle (PAG): 3 regidors
- Sociaal Collectief Goirle-Riel (SCG): 2 regidors
- Goirlese Katholieke Arbeiders Partij (GKAP): 1 regidor
- VVD: 1 regidor